# 四條畷市立くすのき小学校
四條畷市立くすのき小学校（しじょうなわてしりつ くすのきしょうがっこう）は、大阪府四條畷市二丁通町にある公立小学校。

## 沿革
（四條畷西小学校）
- 1971年4月1日 - 四條畷市立四條畷南小学校から分離[1]。校舎は四條畷南小学校敷地内に併設[2]。
- 1971年12月23日 - 校舎を移転[2]。
- 2006年 - 閉校。

（北出小学校）
- 1979年 - 四條畷南小学校から分離[1]。
- 2006年 - 閉校。

（くすのき小学校）
- 2006年4月1日 - 四條畷市立四條畷西小学校および四條畷市立北出小学校を統合して開校。四條畷西小学校の敷地を使用[3]。

## 通学区域
- 二丁通町、雁屋北町、雁屋南町、雁屋西町、蔀屋本町、蔀屋新町1番から7番まで、北出町、江瀬美町[4]

※卒業後は基本的に四條畷市立四條畷西中学校に進学する。

## 著名な卒業生
- 朝紅龍琢馬（大相撲力士）